# Малояушское сельское поселение
Малоя́ушское се́льское поселе́ние (чув. Кӗҫӗн Кипек ял тӑрӑхӗ) — муниципальное образование в Вурнарском районе Чувашии Российской Федерации.
Административный центр — село Малые Яуши.

## История
Статус и границы сельского поселения установлены Законом Чувашской Республики от 24 ноября 2004 года № 37 «Об установлении границ муниципальных образований Чувашской Республики и наделении их статусом городского, сельского поселения, муниципального района и городского округа».

## Население
| 2010  | 2012  | 2013  | 2014  | 2015  | 2016  | 2017  |
| ----- | ----- | ----- | ----- | ----- | ----- | ----- |
| 1733  | ↘1647 | ↘1576 | ↘1502 | ↘1456 | ↘1408 | ↘1354 |
| 2018  | 2019  | 2020  | 2021  |       |       |       |
| ↘1318 | ↘1289 | ↘1260 | ↘1231 |       |       |       |

## Состав сельского поселения
| № | Населённый пункт | Тип населённого пункта       | Население |
| - | ---------------- | ---------------------------- | --------- |
| 1 | Кюмель-Ямаши     | деревня                      | ↗369      |
| 2 | Малые Яуши       | село, административный центр | ↗343      |
| 3 | Мулакасы         | деревня                      | ↗114      |
| 4 | Синь-Алдыши      | деревня                      | ↗163      |
| 5 | Старые Шорданы   | деревня                      | ↗212      |
| 6 | Тимерчкасы       | деревня                      | ↘127      |
| 7 | Троицкое         | деревня                      | ↘119      |
| 8 | Тузи-Сярмус      | деревня                      | ↘331      |